# Raoul de Tongres
Raoul de Tongres (de son vrai nom Radulph ou Ralph van der Beeke, en latin Radulphus de Rivo) est un homme d'Église liégeois du XIVe siècle, né à Bréda (duché de Brabant) et mort le 3 novembre 1403. Doyen du chapitre de la collégiale Notre-Dame de Tongres (Principauté épiscopale de Liège), il fut grammairien, historien et surtout liturgiste.

## Éléments biographiques
Selon ses propres dires, il se trouvait en Italie au moment du décès du pape Innocent VI le 12 septembre 1362. Il étudia les droits canon et civil à Paris et à Orléans entre 1367 et 1375. Déjà sous-diacre, il accomplit sa première année de résidence comme chanoine de Notre-Dame de Tongres en 1371/72. Il fut nommé doyen du chapitre en 1381, mais séjourna de 1381 à 1383 à Rome, où il reçut des leçons de grec de Simon Atumanos, archevêque de Thèbes. 
De retour à Tongres, il y exerça ses fonctions de doyen entre 1383 et 1389, puis à partir de 1398. Entre-temps, il fit un autre séjour à Rome, et fréquenta aussi la nouvelle université de Cologne (fondée en 1388), dont il fut recteur en 1397. Savant liturgiste, il réforma le chapitre de Tongres, et fut aussi protecteur et conseiller de la naissante congrégation de Windesheim (fondée en 1386) et du prieuré augustinien de Corsendonk, à Vieux-Turnhout (fondé en 1395 grâce à une donation de Marie de Brabant, duchesse de Gueldre, dame de Turnhout, fille de Jean III de Brabant).
Il fit son testament, conservé, le 5 septembre 1401 ; il y prend notamment des dispositions pour sa riche bibliothèque, constituée de nombreux volumes rapportés de Rome. À sa mort, il fut inhumé dans le cloître de Notre-Dame de Tongres, devant la chapelle de tous les saints.
Il avait deux neveux à Liège : Jean de Rivo, avocat à la Cour, connu par le testament de son oncle (et peut-être le même que Jean de Rivo, sous-diacre et chanoine de la collégiale Sainte-Croix en 1430) ; et Denis de Rivo, secrétaire des échevins de Liège, signalé le 30 janvier 1402.

## Œuvre
Il est l'auteur d'un traité de grammaire intitulé Manipulus de grammatica. Comme historien, il a rédigé une Historia episcoporum Leodiensium, chronique des princes-évêques de Liège de 1347 à 1386 (soit trois évêques successifs : Engelbert de La Marck, Jean d'Arckel et Arnould de Hornes). Ce récit, fait après coup par un homme qui a passé beaucoup de temps hors de la principauté, est en fait assez sommaire et souvent de seconde main. Il est très axé sur l'histoire ecclésiastique et soutient Urbain VI contre Clément VII dans le grand schisme d'Occident.
Il est surtout connu comme historien de la liturgie, domaine où il fait preuve d'une très grande érudition et d'un esprit critique remarquable. C'est un tenant résolu des anciennes coutumes liturgiques romaines, rejetant toutes les modifications plus ou moins récentes. Son œuvre est spécialement importante pour l'histoire du bréviaire. Il a notamment écrit un Liber de canonum observantia, un Calendarius ecclesiasticus generalis, un De Psalterio observando, un Liber de officiis ecclesiasticis. On peut ajouter un Martyrologium en vers.

## Éditions
L'Historia episcoporum Leodiensium a été publiée au début du tome III du grand recueil de Jean Chapeauville Qui gesta pontificum Tungrensium, Trajectensium et Leodensium scripserunt auctores præcipui (Liège, Chr. Ouwerx junior, 3 vol., 1612, 1613, 1616). Le Liber de canonum observantia a été publié dans la collection liturgique de Melchior Hittorp, doyen de Saint-Cunibert de Cologne (De Catholicæ Ecclesiæ divinis officiis et ministeriis varii vetustiorum aliquot Ecclesiæ Patrum ac scriptorum libri, Cologne, P. Quentel, 1568), et figure ensuite dans la Maxima Patrum Bibliotheca (Lyon, 1677, vol. XXVI, p. 289-320). Le Calendarius ecclesiasticus generalis a été publié par Jean Vermeulen, théologien de Louvain (Louvain, Hieronymus Wellæus, 1568).